# Municipio de Brackett
El municipio de Brackett (en inglés: Brackett Township) es un municipio ubicado en el  condado de McDowell en el estado estadounidense de Carolina del Norte. En el año 2010 tenía una población de 476 habitantes.

## Geografía
El municipio de Brackett se encuentra ubicado en las coordenadas 35°32′38.45″N 81°57′41.37″O / 35.5440139, -81.9614917.